# 후비루 증후군
후비루 증후군(後鼻淚症候群, post-nasal drip, post nasal drip syndrome, PNDS) 또는 상기도기침증후군(upper airway cough syndrome, UACS)은 과도한 양의 점액이 코의 점막에 의해 생성되는 것을 말한다. 이렇게 과도한 점액은 목구멍이나 코의 뒤쪽에 쌓인다. 비염, 부비강염, 위 식도 역류병(GERD)에 의해, 또는 식도운동장애와 같이 삼키는 능력에 문제를 일으키는 질병에 의해 발생한다. 계절성일 수도 있고 연중 내내 지속적일 수도 있는 알레르기에 의해 종종 발병하기도 한다.
그러나 다른 연구원들은 점액이 비강으로부터 목구멍 뒤에 쌓이는 일은 자연스러운 생리적 과정으로 건강한 사람들에게 발생한다고 주장한다. 후비루 증후군은 개념 상 수용되는 정의가 확고하지 못하고 병적인 조직 변화의 부재, 그리고 이용 가능한 생화학적 시험이 없다는 이유로 인해 문제시되고 있다.

## 치료
후비루 증후군을 치료하기 위한 일차적 치료법으로서 1세대 항히스타민제가 제안된다.